# 15.ª Divisão Panzer (Alemanha)

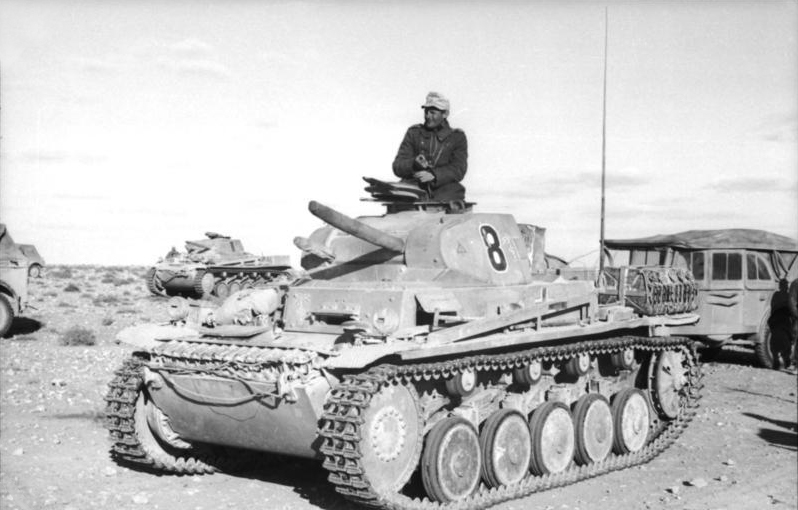
Um tanque Panzerkampfwagen II da 15ª Divisão alemã.

A 15ª Divisão Panzer (em alemão: 15. Panzer-Division) foi uma unidade militar blindada da Alemanha que esteve em serviço durante a Segunda Guerra Mundial.

## Comandantes
| Comandante                                      | Data                                                     |
| ----------------------------------------------- | -------------------------------------------------------- |
| Generalmajor Friedrich Kühn                     | 1 de novembro de 1940 - 22 de março de 1941              |
| Generalmajor Heinrich von Prittwitz und Gaffron | 22 de março de 1941 - 10 de abril de 1941                |
| Oberst Hans-Karl Freiherr von Esebeck           | 13 de abril de 1941 - 15 de abril de 1941 m.d.F.b.       |
| Generalmajor Hans-Karl Freiherr von Esebeck     | 15 de abril de 1941 - 13 de maio de 1941                 |
| Oberst Max von Herff                            | 13 de maio de 1941 - 25 de maio de 1941 m.d.F.b.         |
| Generalmajor Walter Neumann-Silkow              | 26 de maio de 1941 - 6 de dezembro de 1941               |
| Oberst Erwin Menny                              | 6 de dezembro de 1941 - 8 de dezembro de 1941 m.d.F.b.   |
| Generalmajor Gustav von Vaerst                  | 9 de dezembro de 1941 - 26 de maio de 1942               |
| Oberst Eduard Crasemann                         | 26 de maio de 1942 - 14 de julho de 1942 m.d.F.b.        |
| Generalmajor Heinz von Randow                   | 15 de julho de 1942 - 25 de agosto de 1942               |
| Generalmajor Gustav von Vaerst                  | 25 de agosto de 1942 - 10 de novembro de 1942            |
| Oberst Eduard Crasemann                         | 11 de novembro de 1942 - 17 de novembro de 1942 m.d.F.b. |
| Oberst Willibald Borowitz                       | 18 de novembro de 1942 - 31 de dezembro de 1942 m.d.F.b. |
| Generalleutnant Willibald Borowitz              | 1 de janeiro de 1943 - 10 de maio de 1943                |

## Área de operações
| Alemanha        | novembro de 1940 - fevereiro de 1941 |
| Norte da África | fevereiro de 1941 - maio de 1943     |